# Phát thanh AM
Phát thanh AM hay (AM Broadcasting) là một công nghệ truyền thanh, sử dụng phương pháp điều chế biên độ. Đây là phương pháp truyền âm thanh qua sóng vô tuyến đầu tiên, hiện nay vẫn còn sử dụng rộng rãi trên toàn thế giới. Chủ yếu phát sóng trên băng tần sóng trung (MW) và còn trên các bằng tần sóng dài (LW), sóng ngắn (SW).
Phát thanh AM được thử nghiệm lần đầu tiên 1900, tuy nhiên phát thanh AM không được phát sóng rộng rãi. Đến năm 1920, phát thanh AM mới được phổ biến rộng rãi, sau sự phát triển của máy thu thanh. Loại hình phát sóng này tiếp tục thống trị 30 năm tiếp theo, được gọi là thời đại vàng của phát thanh, cho đến khi truyền hình trở nên phổ biến năm 1950. Phát thanh AM còn bị thu hẹp do sự phát triển mạnh mẽ từ phát thanh FM (sử dụng kĩ thuật điều chế tần số), phát thanh kĩ thuật số.
Phát thanh AM rất dễ bị can nhiễu so với tín hiệu FM và tín hiệu số, độ trung thực của âm thanh rất hạn chế. Vì vậy loại phát thanh chủ yếu dùng để truyền tiếng nói, còn truyền âm nhạc thì lại dùng FM và kĩ thuật số.

## Lịch sử

### Thời kì ban đầu
Ý tưởng phát sóng-sự truyền tải không có giới hạn các tín hiệu đến một đối tượng rộng khắp-bắt đầu từ giai đoạn phát triển radio, mặc dù các đài phát thanh sớm nhất, ban đầu được gọi là "bức xạ Hertzian" và "điện báo không dây", sử dụng các máy phát mà chỉ có thể truyền các dấu chấm và dấu gạch ngang của mã Morse. Vào tháng 10 năm 1898, một ấn phẩm tại London, The Electrician, lưu ý rằng "có rất ít trường hợp, như Tiến sĩ Oliver Lodge đã từng nói, nó có thể là một lợi thế để" hét lên "thông điệp, lan rộng nó phát đến người nhận theo mọi hướng".
Tuy nhiên, người ta nhận ra rằng điều này sẽ liên quan đến các vấn đề tài chính quan trọng, trong cùng năm đó, The Electrician cũng bình luận "Giáo sư Lodge không quên rằng không ai muốn trả tiền cho việc hét lên trên thế giới về một hệ thống mà nó sẽ là không thể ngăn cản những người không phải là người đăng ký hưởng lợi từ việc không? "
Vào ngày 1 tháng 1 năm 1902, Nathan Stubblefield đã trình diễn bằng điện thoại "không dây" tầm ngắn, bao gồm phát sóng và phát, truyền đi âm thanh cùng lúc bảy vị trí trên khắp Murray, Kentucky. Tuy nhiên, điều này đã được truyền bằng cách sử dụng cảm ứng chứ không phải là dùng sóng điện từ, và mặc dù Stubblefield dự đoán rằng hệ thống của ông sẽ được hoàn thiện để "nó sẽ có thể giao tiếp với hàng trăm ngôi nhà cùng một lúc". Ông đã không thể vượt qua được những hạn chế về khoảng cách vốn có của công nghệ này.

### Công nghệ phát sóng điều chế biên độ (AM)
Người được đánh giá là nhà phát triển ban đầu của công nghệ AM (điều chế biên độ là nhà phát minh Canada Reginald Fessenden. Các máy phát thanh phát tia lửa ban đầu đã không thực tế đối với việc truyền âm thanh, vì chúng tạo ra những xung gián đoạn được gọi là "sóng damped". Fessenden nhận ra rằng cần phải có một loại máy phát mới tạo ra các tín hiệu "undamped" ổn định (được gọi là sóng liên tục), sau đó có thể được điều chế để phản ánh các âm thanh được truyền đi.
Cách tiếp cận cơ bản của Fessenden đã được tiết lộ trong Bằng sáng chế Hoa Kỳ số 706,737, mà ông đã nộp vào ngày 29 tháng 5 năm 1901, và đã được ban hành vào năm sau. Nó kêu gọi sử dụng một máy phát điện tốc độ cao (gọi tắt là "máy luân chuyển điện xoay chiều") tạo ra "sóng sin tinh khiết" và tạo ra "một làn sóng liên tục đồng đều" hoặc theo thuật ngữ hiện đại, một máy phát sóng liên tục (CW). Fessenden bắt đầu nghiên cứu của ông về truyền âm thanh trong khi làm công việc phát triển cho Dịch vụ Thời tiết Hoa Kỳ trên Cobb Island, Maryland. Bởi vì anh ta chưa có máy phát sóng liên tục nên ban đầu anh ta làm việc với máy phát tín hiệu tia lửa "cao tần" thử nghiệm, lợi dụng thực tế là tốc độ đánh lửa cao hơn, sự truyền dẫn của tia lửa khoảng cách càng gần càng tạo ra các sóng liên tục. Sau đó ông báo cáo rằng, vào mùa thu năm 1900, ông đã truyền thành công bài phát biểu trên một khoảng cách khoảng 1,6 km (một dặm), dường như đây là lần đầu tiên thành công truyền âm thanh bằng tín hiệu. Tuy nhiên, tại thời điểm này âm thanh đã quá méo để được thương mại thực tế . Trong một thời gian ông tiếp tục làm việc với các máy phát tia lửa tần số cao tinh vi, bao gồm các phiên bản sử dụng khí nén, bắt đầu mang một số đặc tính của máy phát hồ quang . Fessenden cố bán loại điện thoại di động này để liên lạc điểm-điểm, nhưng không thành công.

#### Máy phát điện tần số cao
Công việc của Fessenden với các tia lửa tần số cao chỉ là một biện pháp tạm thời, vì kế hoạch cuối cùng để tạo ra máy phát có khả năng âm thanh là sử dụng một thiết bị phát điện cơ bản, thường xoay ở tốc độ tạo ra luồng luân phiên tối đa là vài trăm chu kỳ- (Hz), và tăng tốc độ quay của nó, nhằm tạo ra dòng điện hàng chục nghìn chu kỳ / giây (kHz), do đó tạo ra một truyền sóng liên tục ổn định khi kết nối với một không khí. Bước tiếp theo, được áp dụng từ thực tiễn điện thoại chuẩn, là lắp một micrô carbon đơn giản vào đường dây truyền tải, để điều chỉnh tín hiệu sóng mang để phát ra âm thanh AM. Tuy nhiên, phải mất nhiều năm phát triển tốn kém trước khi thậm chí một máy phát điện dự phòng sẽ sẵn sàng, và một vài năm sau đó, cho ra các phiên bản sử dụng công suất cao . Fessenden đã hợp tác với Ernst FW Alexanderson (GE) của General Electric, vào tháng 8 năm 1906 đã đưa ra một mô hình cải tiến hoạt động với tần số phát sóng khoảng 50 kHz, mặc dù ở điện năng thấp. Máy phát điện xoay chiều đạt được mục tiêu truyền tín hiệu âm thanh chất lượng, nhưng không có bất kỳ cách nào để khuếch đại tín hiệu. Vào ngày 21 tháng 12 năm 1906, Fessenden đã trình diễn máy phát điện mới ở Brant Rock, Massachusetts, cho thấy tiện ích của nó đối với điện thoại không dây điểm-điểm, bao gồm kết nối các trạm của ông với mạng điện thoại dây.
Là một phần của các cuộc biểu tình, lời nói được truyền đi 18 km (11 dặm) đến Plymouth, Massachusetts. Một tài khoản của American Telephone Journal của cuộc trình diễn máy phát điện xoay chiều vào ngày 21 tháng 12 bao gồm tuyên bố rằng "Rất thích hợp để truyền tải tin tức, âm nhạc, v. v... bởi vì không cần dây, có thể truyền đồng thời nhiều thuê bao dễ dàng", lặp lại những lời của một tài liệu phát tay phân phát cho các nhân chứng trong buổi trình diễn, trong đó nói" [Radio] Điện thoại được thích nghi thích hợp cho truyền tin tức, báo giá cổ phiếu, âm nhạc, báo cáo chủng tộc, vv... cùng một lúc.
Trên một thành phố, vì không cần dây và một thiết bị đơn lẻ có thể phân phối tới mười ngàn người đăng ký dễ dàng như một số ít. Đề xuất xây dựng trạm cho các mục đích này tại các thành phố lớn.
Tuy nhiên, Fessenden dường như không thực hiện bất kỳ chương trình phát thanh nào cho công chúng hoặc thậm chí đã có thêm suy nghĩ về tiềm năng của một dịch vụ phát sóng thường xuyên. Bài báo năm 1908 cung cấp một đánh giá toàn diện về các ứng dụng tiềm năng cho phát minh điện thoại của ông, ông không tham khảo các chương trình phát sóng .
Bởi vì không có cách nào để khuếch đại dòng điện vào thời gian này, điều chế thường được thực hiện bằng một micro cacbon chèn trực tiếp vào dây ăng ten. Điều này có nghĩa là công suất phát toàn bộ thông qua micrô và thậm chí sử dụng nước để làm mát, khả năng xử lý năng lượng của micro hạn chế khả năng truyền tải. Cuối cùng chỉ có một số nhỏ các máy phát điện lớn của Alexanderson sẽ được phát triển. Tuy nhiên, chúng hầu như chỉ được sử dụng cho truyền thông đường dài, và thỉnh thoảng cho việc thử nghiệm bằng điện thoại di động, nhưng không bao giờ được sử dụng cho phát sóng chung.

#### Máy phát dùng ống chân không
Những tiến bộ trong công nghệ ống chân không (được gọi là "van" trong cách sử dụng của Anh), đặc biệt là sau khoảng năm 1915, cách mạng công nghệ vô tuyến điện. Các thiết bị ống chân không có thể được sử dụng để khuếch đại dòng điện, vượt qua các vấn đề quá nóng khi cần phải chèn micro trực tiếp vào mạch ăng ten. Các máy phát ống chân không cũng cung cấp các tín hiệu AM chất lượng cao và có thể vận hành ở tần số truyền cao hơn các thiết bị phát điện xoay chiều và hồ quang. Truyền dẫn vô tuyến phi chính phủ đã bị cấm ở nhiều quốc gia trong thế chiến thứ nhất, nhưng công nghệ điện thoại di động AM đã tiến bộ rất nhiều do nghiên cứu thời chiến, và sau chiến tranh, sự sẵn có của các ống chân không dẫn đến sự gia tăng số lượng các đài vô tuyến nghiệp dư đang thử nghiệm AM truyền tải tin tức hoặc âm nhạc. Ống hút chân không là công nghệ trung tâm của đài phát thanh trong 40 năm, cho đến khi các bóng bán dẫn bắt đầu chiếm ưu thế vào những năm 1960 và vẫn được sử dụng trong các máy phát phát sóng cao nhất.

### Máy thu

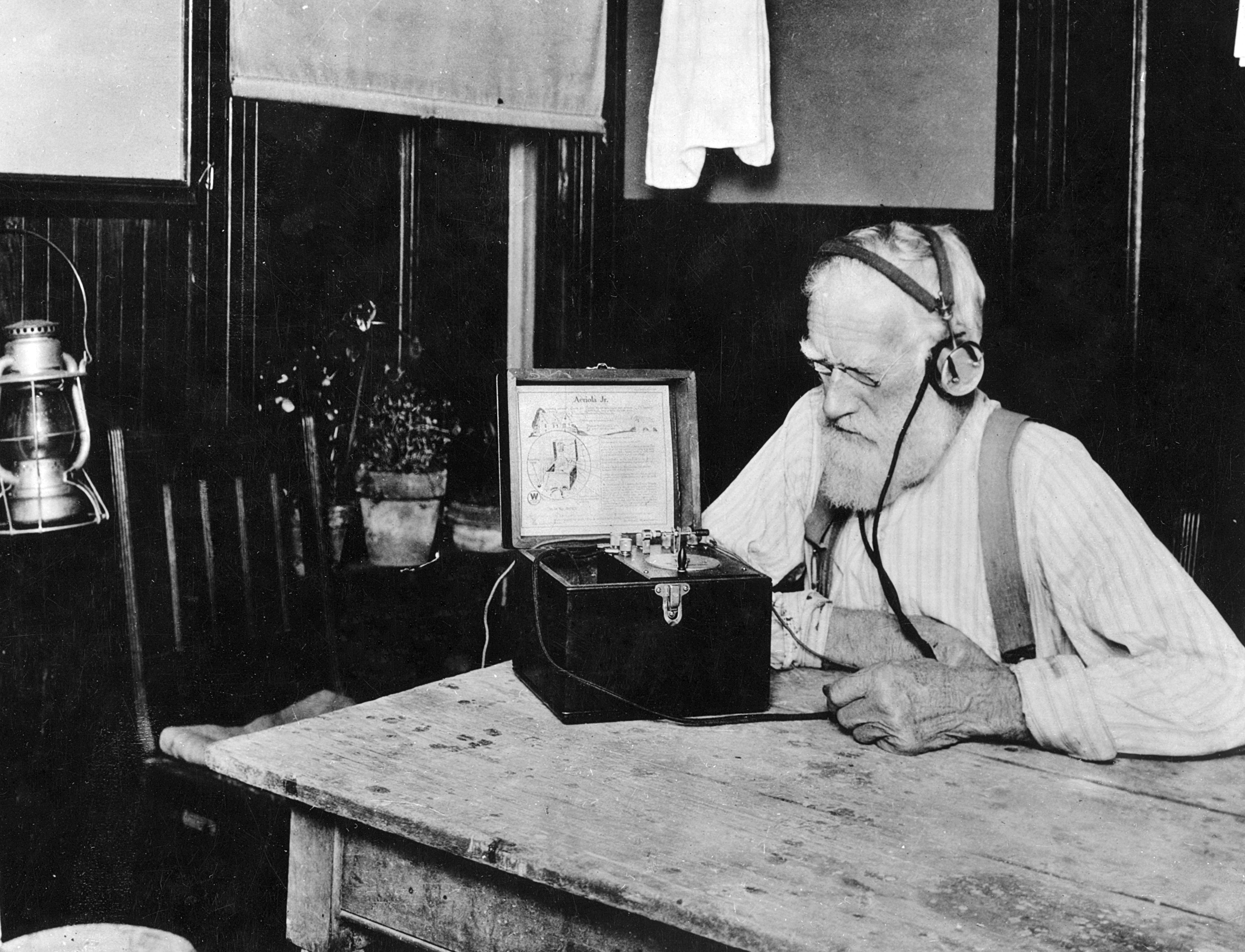
Một người nông dân đang lắng nghe bản tin thời tiết qua chiếc máy thu tinh thể

Không giống như các hệ thống điện báo và điện thoại, sử dụng các loại thiết bị hoàn ttoàn khác nhau, hầu hết các máy thu thanh đều thích hợp cho cả tiếp nhận từ xa vô tuyến điện. Năm 1903 và 1904 máy dò điện và diode nhiệt điện (Fleming valve) được phát minh bởi Reginald Fessenden và John Ambrose Fleming. Quan trọng nhất, trong 1904-1906, máy tách sóng tinh thể, máy dò AM đơn giản và rẻ tiền, được phát triển bởi GW Pickard. Các đài thu phát triển nhanh chóng trong vòng 15 năm tiết theo. Các chương trình phát sóng radio đầu tiên đã sẵn sàng cung cấp cho khán giả. Một hạn chế của bộ thu tinh thể là thiếu hệ thống khuếch đại các tín hiệu, vì vậy người nghe phải sử dụng tai nghe và nó đã yêu cầu sự phát triển của máy thu dùng ống chân không trước khi sử dụng loa phóng thanh. Loa hình nón năng động, được phát minh ra vào năm 1924, cải thiện đáng kể tần số đáp ứng qua các loa sừng trước, cho phép âm nhạc được tái tạo với độ trung thực tốt. Đài AM cung cấp chất lượng âm thanh cao nhất có sẵn trong một thiết bị âm thanh gia đình trước khi đưa ra bản ghi âm dài, trung thực vào cuối những năm 1940.

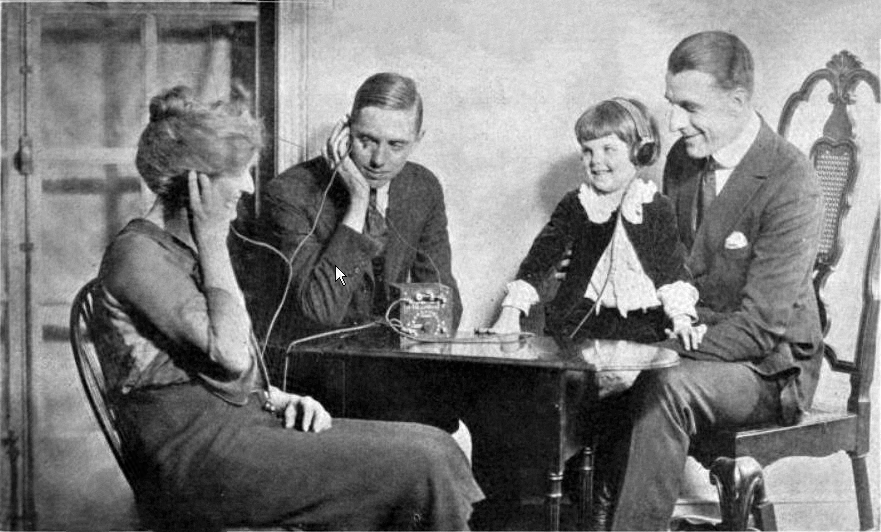
Một gia đình đang lắng nghe chương trình radio bằng máy thu tinh thể qua những chiếc tai nghe.

Thói quen nghe thay đổi trong những năm 1960 do sự ra đời của các đài phát thanh dùng transistor, đó là nhờ vào phát minh bóng bán dẫn vào năm 1946. Kích thước nhỏ gọn của máy thu phù hợp với túi áo sơ mi và nó yêu cầu năng lượng thấp hơn so với ống chân không. Có nghĩa là lần đầu tiên máy thu thanh có thể di động được. Đài bán dẫn đã trở thành thiết bị truyền thông được sử dụng rộng rãi nhất trong lịch sử, với hàng tỉ sản phẩm được sản xuất vào những năm 1970. Đài phát thanh đã trở thành một "phương tiện đồng hành" phổ biến mà mọi người có thể mang theo họ bất cứ nơi nào họ đi.

### Phát sóng thử nghiệm ban đầu
Việc phân chia ranh giới giữa việc "thử nghiệm" và "tổ chức" phát thanh truyền hình phần lớn tuỳ tiện. Dưới đây là một số chương trình radio AM phát sóng sớm, do lịch trình không thường xuyên và mục đích hạn chế, có thể được phân loại là "thử nghiệm":

#### Christmas Eve, 1906
Christmas Eve, 1906: Cho đến đầu những năm 1930,người ta thường chấp nhận rằng chương trình phát sóng trình diễn của Lee de Forest bắt đầu vào năm 1907 là lần đầu tiên phát sóng âm nhạc
và giải trí bằng radio. Tuy nhiên, năm 1932, một bài viết của Samuel M. Kintner, cựu cộng sự của Reginald Fessenden, khẳng định rằng Fessenden đã thực sự tiến hành hai chương trình phát sóng trước đó. Yêu cầu bồi thường này chỉ dựa trên thông tin trong một bức thư mà Fessenden đã gửi cho Kintner vào ngày 29 tháng 1 năm 1932. (Fessenden sau đó mất năm tháng trước khi bài báo của Kintner xuất hiện). Trong bức thư của mình, Fessenden đã báo cáo rằng vào tối ngày 24 tháng 12 năm 1906 (đêm Giáng sinh), ông đã thực hiện chương trình phát thanh âm nhạc và giải trí
đầu tiên cho một đối tượng chung, sử dụng máy phát phát tại Brant Rock, Massachusetts. Fessenden nhớ lại việc sản xuất một
chương trình ngắn bao gồm ghi âm đĩa hát, tiếp theo là chơi violin và ca hát, và đóng sách đọc kinh thánh. Anh cũng tuyên bố rằng chương trình ngắn thứ hai đã được phát sóng vào ngày 31 tháng 12 (đêm giao thừa). Các đối tượng dự định cho cả hai truyền dẫn chủ yếu là các nhà khai thác vô tuyến trên bờ biển Đại Tây Dương. Fessenden tuyên bố rằng hai chương trình này đã được công bố rộng rãi trước đó, với buổi phát sóng Giáng sinh được nghe như "xuống dốc" như Norfolk, Virginia, trong khi phát sóng của đêm giao thừa đã được nhận ở Tây Ấn. Tuy nhiên, những nỗ lực rộng rãi để xác minh tuyên bố của Fessenden trong suốt những ngày kỷ niệm lần thứ 50 và 100 của các chương trình phát sóng đã tuyên bố, bao gồm xem xét các tài khoản nhật ký vô tuyến của tàu và các nguồn hiện đại khác, cho đến nay không xác nhận được báo cáo chương trình phát sóng kỳ nghỉ thực sự diễn ra.

#### 1907-1912
1907-1912, Lee de Forest tiến hành một loạt các chương trình thử nghiệm bắt đầu năm 1907, và được trích dẫn rộng rãi nhằm thúc đẩy tiềm năng của phát thanh truyền hình có tổ chức. Sử dụng một loạt máy phát hồ quang, anh đã phát sóng chương trình giải trí đầu tiên vào tháng 2 năm 1907, truyền nhạc điện tử từ phòng thí nghiệm "Highbridge" tại thành phố New York. Sau đó là các bài kiểm tra bao gồm, vào mùa thu, Eugenia Farrar hát "Tôi yêu bạn thật". Các sự kiện quảng cáo bổ sung ở New York bao gồm các buổi biểu diễn trực tiếp của các ngôi sao nổi tiếng Metropolitan Opera như Mariette Mazarin, Geraldine Farrar, và Enrico Caruso.Ông cũng phát thanh đĩa nhạc âm nhạc từ tháp Eiffel ở Paris.Công ty của ông đã trang bị cho Hạm đội Great White của Hải quân Hoa Kỳ bằng máy chụp hình vòm thử nghiệm cho chuyến đi vòng quanh thế giới năm 1908 của họ và các nhà khai thác đã phát sóng đĩa nhạc âm thanh khi những chiếc tàu chở các cảng như San Francisco và Honolulu.

#### Tháng 6 năm 1910
Trong một bức thư có công chứng được xuất bản trong một catalogue của Công ty Xuất nhập khẩu điện của New York vào ngày 23 tháng 6 năm 1910, Charles "Doc" Herrold đã thông báo rằng sử dụng một trong những cuộn dây tia lửa của công ty để tạo ra một tia lửa " ông đã thành công trong việc phát sóng "các buổi hòa nhạc điện thoại không dây cho những người đàn ông không chuyên nghiệp". Herrold sống ở San Jose, California. 

### AM stereo
Xem bài chi tiết: AM stereo

## Các băng tần phát thanh AM

### Sóng dài
Sóng dài (còn gọi là sóng tần số thấp (LF)) (148, 5-283, 5 kHz), trạm phát sóng trong băng tần này được hoạt động ở tần số nằm trong khoảng 153–279 kHz. Và khoảng cách mỗi kênh 9 kHz. Hầu hết các thí nghiệm phát sóng đầu tiên diễn ra ở sóng dài, tuy nhiên khiếu nại về sự can thiệp từ các dịch vụ hiện có, đặc biệt là quân đội, dẫn đến hầu hết các đài phát thanh truyền hình chuyển sang tần số cao hơn. Sóng dài chỉ phát sóng trong khu vực ITU 1 (Châu Âu, Châu Phi, và phía Bắc và Trung Á), và không được phân bổ ở những nơi khác. Trạm phát có thể phát hàng trăm cây số, tuy nhiên chỉ có một số lượng kênh phát sóng có sẵn rất hạn chế.

### Sóng trung
Sóng trung bình (còn gọi là sóng tần số trung bình (MF)), nó là băng tần phát sóng AM thường được sử dụng nhất. Trong vùng ITU 1 và 3, tần số phát sóng là 531–1602 kHz, với khoảng cách mỗi kênh 9 kHz (526, 5-1606, 5 kHz), và trong ITU khu vực 2 (châu Mỹ), tần số truyền là 530–1700 kHz, khoản cách mỗi kênh 10 kHz (525–1705 kHz).

### Sóng ngắn
Sóng ngắn (còn gọi là sóng tần số cao (HF)) việc truyền dao động từ khoảng 2, 3-26, 1 MHz, chia thành 14 băng tần phát sóng. Chương trình phát sóng sóng ngắn thường sử dụng khoảng cách kênh 5 kHz, khoảng cách kênh hẹp. Phát sóng sóng ngắn chi phí của thấp nhưng âm thanh không trung thực.